# BMW M60
Der BMW M60 ist ein V8-Ottomotor des Automobilherstellers BMW. Das Triebwerk wurde ab 1984 entwickelt, ab September 1992 gelangte der BMW M60 in verschiedenen Modellen in den Verkauf.
Nach dem alten BMW-Nummernsystem gab es bereits ab 1977 einen M60, der dann als BMW M20 geführt wurde und hierunter bekannt ist.
Unter anderem wurde der Motor im BMW 730i, 740i/740iL der Baureihen E32 und E38, im BMW E34 530i und 540i sowie im BMW E31 830i (nur Prototypen) und 840i verbaut. Im BMW E34 löste der M60 den M30 ab. Für den BMW E32 wurde parallel zum M60 weiterhin der M30B30 angeboten.
Der BMW M60 kam auch in anderen Autos zum Einsatz, von denen vor allem der De Tomaso Guarà eine Erwähnung wert ist.

## Konstruktion

### Konstruktionsmerkmale
Das mit Hilfe von CAD-Software sehr kompakt und steif konstruierte Kurbelgehäuse mit einem Zylinderwinkel von 90° besteht aus einer Aluminiumlegierung (AlSi9Cu3), ebenso wie die Ölwanne und der Zylinderkopf; dadurch wiegt der komplette Motor mit Anbauteilen lediglich 209,4 kg (M60B30 mit Schaltgetriebe; M60B40: 213,2 kg), der nackte Block sogar nur 25 kg sowie jeder der beiden (unterschiedlich langen) Zylinderköpfe 30 kg. Die Zylinderkopfdeckel bestehen aus einer Magnesiumlegierung.
Die Kurbelwelle mit um 90° versetzten Zapfen ist 5-fach gelagert und besitzt zur Verbesserung der Laufruhe zwei große und vier kleine Gegengewichte. Beim 3,0-l-Motor beträgt der Kurbelwellenhub 67,6 mm und die Kurbelwelle ist gegossen, die 4,0-l-Version besitzt eine Kurbelwellenhub von 80 mm und die Kurbelwelle ist geschmiedet. Die Pleuel wurden erstmals bei einem BMW-Großserienmotor im Sinterverfahren gefertigt. Das gezielte Brechen der Pleuel (→ „gecrackte Pleuel“) sorgt für höchste Passgenauigkeit und macht die herkömmliche Zentrierung von Pleuelstange und Pleueldeckel über Passhülsen überflüssig.
Der Motor verfügt je Zylinderbank über zwei obenliegende Nockenwellen mit Massenausgleich (exzentrisch versetzte Abschnitte zur Kompensation von Motorvibrationen), die von der Kurbelwelle über Doppelrollenketten (Duplexkette) angetrieben werden, wobei der Antrieb auf die beiden Einlassnockenwellen geht. Von dort wird jeweils über eine weitere Doppelrollenkette die Auslassnockenwelle angesteuert. Die für beide M60-Varianten baugleichen Nockenwellen sind als Vollwelle im Schalenhartguss ausgeführt. Sie sind 5-fach gelagert, wobei die Nockenwellenlager geteilt sind. Aufgrund der unterschiedlich langen Zylinderköpfe jeder Zylinderbank sind auch die Nockenwellen verschieden lang. Die Ventilwinkel betragen (wie beim BMW M50) 20° 15' auf der Einlassseite und 19° 15' auf der Auslassseite.
Zwischen den beiden Zylinderbänken liegt der Ansaugkrümmer aus wiederverwendbarem Kunststoff (Nylon), deren glatte Kunststoffoberflächen sich durch ihren geringen Strömungswiderstand auszeichnen. Pro Zylinder sorgen vier Ventile für den Gaswechsel, die über Tassenstößel mit automatischem hydraulischen Spielausgleich bewegt werden. Die Zündkerzen sitzen mittig zwischen den vier Ventilen pro Zylinder und werden von einer ruhenden Zündverteilung angesteuert, bei der jede Zündkerze über ihre eigene Zündspule verfügt. Die Motorsteuerung übernahm die volldigitale Bosch Motronic 3.3, die das Gemisch mithilfe von Lambdasonde (Katalysator-Versionen) und doppelter Klopfregelung steuerte. Für den Exportmarkt (v. a. Osteuropa und Asien) wurden auch Versionen ohne Katalysator verkauft.

#### Beschichtung der Zylinderlaufbahnen
Erstmals im Großserieneinsatz verwirklichte BMW als weltweit erster Automobilhersteller beim Achtzylindermotor M60 eine Nickeldispersionsbeschichtung für die Zylinderlaufbahnen. Da die für das Kurbelgehäuse verwendete Aluminiumlegierung AlSi9Cu3 nicht die erforderliche Verschleißfestigkeit aufweist, musste die Oberfläche der Zylinderbohrung geschützt werden.
Beim Zwölfzylindermotor BMW M70 wurde das Zylinderkurbelgehäuse aus einer übereutektischen Aluminiumlegierung (mit 17 % Siliziumanteil) gefertigt. Nach dem Gießen wurde die Legierung gezielt abgekühlt, so dass sich beim Erstarrungsvorgang Siliziumausscheidungen an den Zylinderlaufbahnen bildeten. Die Siliziumkristalle wurden durch Bearbeitung bzw. Ätzen der Zylinderlaufbahnen freigelegt und sorgten aufgrund ihrer guten tribologischen Eigenschaften für den Verschleißschutz. Nachteilig war dabei allerdings, dass die als Reibpartner fungierenden Kolben eisenbeschichtet und die Kolbenringe chrombeschichtet sein mussten.
Bereits seit 1984 versieht BMW die Zylinderlaufbahnen von Motorradmotoren mit einer Nickeldispersionsschicht. Bei der Beschichtung eines Motorrad-Kurbelgehäuses wird allerdings das gesamte Kurbelgehäuse getaucht. Für den BMW M60 erfolgte eine Weiterentwicklung zum sogenannten „Flutverfahren“. Nach dem Feindrehen der Zylinderbohrung wurde an der Zylinderwand eine Nickeldispersionsschicht galvanisch abgeschieden. In der Nickelschicht wurde dabei feinst verteiltes Siliciumcarbid (SiC) in die Nickelschicht eingelagert. Nickel dient somit als Bindemittel bzw. Trägerschicht, SiC übernimmt den Verschleißschutz. Das patentierte Verfahren ermöglicht es, dass nur die Zylinderbohrungen selbst in der gewünschten Form und Materialdicke gezielt beschichtet werden können. Jede Bohrung erhält einen separaten Stromkreislauf und wird separat angeflutet. Nach dem Aufbringen der Nickeldispersionsschicht wurde diese in einem abschließenden Honvorgang um etwa die Hälfte auf 0,04 mm abgetragen.
Vorteilhaft ist das von BMW patentierte Verfahren u. a. aus folgenden Gründen:
- Als Werkstoff für das Zylinderkurbelgehäuse kann eine „normale“ und somit kostengünstige Aluminiumlegierung gewählt werden.
- Die Kolben müssen nicht eisenbeschichtet sein.
- Die Kolbenringe können unbeschichtet bleiben.
- Zum Zeitpunkt der Beschichtung kann das Kurbelgehäuse schon weitgehend endbearbeitet sein.
- Nachbeschichtungen sind möglich.

### Schwachstellen
Der BMW M60 gilt, regelmäßige Wartung und niedertouriges Warmfahren vorausgesetzt, als ein robuster und langlebiger Motor. Wie praktisch jeder Motor weist der M60 jedoch gewisse Schwachstellen auf.
Die Schrauben der Ölpumpe können sich im laufenden Betrieb lösen und in die darunterliegende Ölwanne fallen. Sie sollten daher unverzüglich nach dem (Gebraucht-)Kauf auf festen Sitz geprüft und vorsorglich mittels Schraubensicherung dauerhaft gesichert werden. Damit entfällt eine regelmäßige Kontrolle.
Der M60 verfügt ab Werk über Keramikkatalysatoren, bei denen häufiger die neueren (runden) Varianten alterungsbedingt kollabieren können und dann den Auspuff verstopfen; im Zubehörhandel sind jedoch auch Metallkatalysatoren erhältlich.
Zu Beginn der Produktionszeit traten beim BMW M60 vor allem in den USA und in Großbritannien Motorschäden auf, die auf ein Versagen der nickeldispersionsbeschichteten Zylinderlaufflächen des Kurbelgehäuses zurückgeführt wurden. Der Nachteil bei nickelbeschichteten Oberflächen ist die große Empfindlichkeit des Nickels (und seiner Legierungen) gegenüber schwefelhaltigen Gasen, d. h. die Nickelsulfidbildung an den Korngrenzen führt zu Kalt- und Rotbrüchigkeit des Nickels.
Die US-Raffinerien produzierten 1998 Kraftstoffe mit Schwefelgehalten zwischen ≤ 100 ppm und teilweise > 500 ppm (≙ 0,05 Gewichtsprozent). Die EPA ging Anfang 2000 davon aus, dass im US-Kraftstoff im Durchschnitt 330 ppm Schwefel enthalten war. Mit Abschluss von Tier 2 wurden die US-Raffinerien verpflichtet, schrittweise den Schwefelanteil im Kraftstoff zu reduzieren. Für das Jahr 2004 wurde noch ein durchschnittlicher Schwefelanteil von 120 ppm (maximal 300 ppm) zugelassen, bis 2006 mussten Schwefelgrenzwerte von durchschnittlich 30 ppm (maximal 80 ppm) eingehalten werden. Dies entspricht dem (heutzutage in Europa durch Entschwefelung üblichen) schwefelfreien Motorenbenzin.

### Alpina
Alpina baute auf Basis des M60B40 einen hubraumgleichen leistungsgesteigerten Motor, der im BMW-Alpina B10 4.0 (Limousine und Touring) und im B11 4.0 und einigen B8 4.0 für Japan eingesetzt wurde, mit einer Leistung von 232 kW.
Zusätzlich gab es eine hubraumvergrößerte zweite Ausbaustufe mit 4619 cm³, die im B8 4.6, sowie im B10 4.6 (Limousine und Touring) zum Einsatz kam. Diese Variante bietet in den beiden B10 eine Leistung von 250 kW und im B8 aufgrund einer geänderten Abgasanlage 245 kW.

## Daten
| Motor  | Hubraum          | Bohrung × Hub     | Ventile/Zyl. | Verdichtung | Leistung bei 1/min       | Drehmoment bei 1/min | Bauzeit   |
| ------ | ---------------- | ----------------- | ------------ | ----------- | ------------------------ | -------------------- | --------- |
| M60B30 | 3,0 l (2997 cm3) | 84,0 mm × 67,6 mm | 4            | 10,5:1      | 160 kW (218 PS) bei 5800 | 290 Nm bei 4500      | 1992–1995 |
| M60B40 | 4,0 l (3982 cm3) | 89,0 mm × 80,0 mm | 4            | 10,0:1      | 210 kW (286 PS) bei 5800 | 400 Nm bei 4500      | 1992–1995 |
| Alpina | 4,0 l (3982 cm3) | 89,0 mm × 80,0 mm | 4            | 10,8:1      | 232 kW (315 PS) bei 5800 | 410 Nm bei 4600      | 1992–1994 |
| Alpina | 4,6 l (4619 cm3) | 93,0 mm × 85,0 mm | 4            | 10,3:1      | 245 kW (333 PS) bei 5800 | 470 Nm bei 4600      | 1992–1994 |
| Alpina | 4,6 l (4619 cm3) | 93,0 mm × 85,0 mm | 4            | 10,3:1      | 250 kW (340 PS) bei 5800 | 470 Nm bei 4600      | 1992–1994 |

## Daten Ventilsteuerung
| Motor  | Hubraum          | Motorsteuerung | Ventilhub E/A in mm | Öffnungswinkel °KW E/A | Spreizung Einlass °KW | Spreizung Auslass °KW |
| ------ | ---------------- | -------------- | ------------------- | ---------------------- | --------------------- | --------------------- |
| M60B30 | 3,0 l (2997 cm3) | M3.3           | 9,4/9,4             | 246°/242°              | 108°                  | 108°                  |
| M60B40 | 4,0 l (3982 cm3) | M3.3           | 9,4/9,4             | 246°/242°              | 108°                  | 108°                  |

## Verwendung
M60B30
- 1992–1995 im BMW E34 530i
- 1992–1994 im BMW E32 730i
- 1994–1995 im BMW E38 730i

M60B40
- 1992–1995 im BMW E34 540i
- 1992–1994 im BMW E32 740i/740iL
- 1994–1995 im BMW E38 740i/740iL
- 1992–1994 im BMW E31 840Ci

Alpina F2
- 1993–1994 im BMW E34 (5er) Alpina B10 4.0 (Touring)
- 1993–1995 im BMW E32 (7er) Alpina B11 4.0
- 1994–1995 im BMW E34 (5er) Alpina B10 4.6 (Touring)
- 1995–1997 im BMW E36 (3er) Alpina B8 4.6